# 王信 (1942年)
王信（1942年3月17日—），曾用名王惠芬，女，台灣第一位系列性的女性報導攝影工作者。她在1974年首先將日本攝影評論家伊奈信男對報導攝影所下的定義引入华语圈，特別強調報導攝影必須具有客觀的記錄性和主觀的指導性，更重要的是，攝影作品必須引起政府注意，實現改革社會的目的。。

## 經歷
- 王信，1942年出生於鹿港，成長於台中，出生時户籍名為王信。
- 1954年4月戶口改名為王惠芬，但所有作品發表均使用王信。
- 2011年2月正式改回原名王信，現中華民國國民身分證登記名和筆名一致。
- 1965年屏東農專畜牧獸醫科畢業。1965年至1967年任教於霧社高農，教授博物、生物、獸醫、畜牧等學科。
- 1971年，畢業于東京農業大學畜產學科，1973年从東京寫真專門學校商業攝影科畢業。因敬仰報導攝影權威尤金·史密斯的個性及精神，決心走報導攝影的路。
- 1973年拍「訪霧社」系列報導照片，隔年於東京銀座Nikon Salon、台灣省立博物館等地展出。
- 1974年拍攝「蘭嶼‧再見」，這也是台灣原住民最完整的一組系列報導作品。1982年於東京新宿Nikon Salon、1983於美國在台協會台北美國文化中心展出。
- 為了推動報導攝影，王信從1976年到1984年，花了九年的時間在攝影的教學上。於世界新專、實踐家專、銘傳商專教授報導攝影、基礎攝影、應用攝影、商業攝影等學科。
- 2017年9月26日，王信、滅火器樂團主唱楊大正、國立清華大學社會學研究所研究生兼火燒島樂團主唱呂鴻志、電影工作者李烈公開聲援凱道部落。王信批評，在臺灣原住民族議題，中華民國總統兼民主進步黨主席蔡英文「一直迴避龜縮，不肯出來溝通」；如果蔡英文是一名政治家，蔡英文就應該盡速解決問題，否則只是一名沒有誠信的政客[2][3]。

## 報導攝影的主張與風格
王信稱報導攝影為「作品」，是因為這些照片是被創造出來，而不只是被拍攝出來的。她認為客觀無主見地拍攝你所看到的東西，是一種攝影行為；但主觀有見解地拍攝你所看到而感受到的東西，則是一種創作行為。相機不只是「記錄」工具，也是「表現」的工具。
- 「人類在不同的地理環境之下，自然形成不同的文化模式及生活形態。以我們的文化模式及生活樣式去衡量別人，這是一種不公平而錯誤的比較法。如果我們不能給別人相同的地理背景，我們就不應該一廂情願地要別人跟我們過相同的生活方式。「幸福」是很抽象的字眼，我們不必去肯定誰比誰幸福，但我們必須懂得尊重並容各種不同的文化模式及生活方式，同時去發掘、肯定它們的優點，否則人類是難以和諧共存的。」。[5]

- 王信認為「報導攝影的基本精神是本著人道主義的胸懷，透過攝影去揭發問題。在一個民主開放的社會裡，報導攝影可提供一種刺激和反省，形成輿論，推動、改革社會，因而受尊重。對報導攝影者而言，開攝影展是下下策，它應該與印刷媒體結合，才能廣泛地報導而實踐它的良知與力量。報導攝影能使人們回顧那些被我們稱為原始的、落後的，未開發的土地與上面自然純樸的人性，而有所反省。」。[6]

- 1984年張照堂〈瞬間定影〉一文中提到：

| 王信的「蘭嶼‧再見」兩年前在日本展覽過，部份作品曾先後斷續地在國內刊物發表；可是當你在展覽會場中面對這一整組「真正的」原作時，才覺察心中無止的感動與感傷。感動於王信長時間的投入，孜孜不倦地記錄雅美山胞的生存面貎，這些民國六十三、六十四年的影像，十年之後重讀之下，愈發覺得親切與感傷。王信用一種粗粒、低調的感覺，表達了那種單純、獷樸、原始之美，質感統一、意念一貫，兼顧了報導與創作之實，非心胸沉著、眼光遠闊的攝影工作者所能担當的；在天、地、大自然的孕育下，王信告訴我們雅美人的毅力或無奈、苦楚或希望。我倒覺得，這些照片也應該在蘭嶼展覽一次，讓他們看到自己的面貎，也許興奮、也許驕傲、也許感傷、也許沉默；但有時候，影像應該回到它的原生地罷，就算是一種回饋或禮讚。 王信在去年中還有一項彩色攝影展，是她在印度、尼泊爾的旅遊記錄，她稱那是刹那間印象的個人主觀感受，與「蘭嶼‧再見」的長時間觀察的心態有所不同。不管如何，嚴謹的態度、著眼的取向、人文精神與藝術美學要求的一致，王信總是不失一專業攝影家的本色，值得欽佩與學習。 |

## 出版品
- 1972年12月「高砂族．曰常顏」/「CAMERA MAINICHI」
- 1973年3月「埔里點滴」/「CAMERA MAINICHI」
- 1973年6月「闇への逃亡」/「PHOTO ART」
- 1985年「蘭嶼‧再見」/純文學出版社
- 1989年「王信攝影集」/「台灣攝影家群像」/躍昇文化
- 1994年4月「另一種存在」/「IMAGE影像雜誌NO.1」

## 個展
- 1974年於東京銀座 Nikon Salon展出「訪霧社」
- 1974年台灣省立博物館展出「訪霧社」
- 1982年於東京新宿 Nikon Salon展出「蘭嶼‧再見」
- 1983年於台北‧美國文化中心展出「蘭嶼‧再見」
- 1983年於台北‧爵士藝廊發表「印度、尼泊爾」
- 1986年於台北‧爵士藝廊發表「肖像論」
- 1987年於台北‧爵士藝廊發表「景與物」
- 1994年於台北‧誠品藝文空間 發表「另一種存在」
- 2016年10月至2017年3月於臺北市立美術館展出「另一種目線」[7]

## 聯展
- 1994年「澎湖風土記」/「中．港．台 當代攝影展」/ 香港藝術中心
- 2004年「澎湖風土記」/「反思-70年代台灣美術發展」/ 台北市立美術館
- 2006年「蘭嶼‧再見」/「彼岸．看見」/ 北京中國美術館

## 收藏
- 1994年「澎湖風土記」/國立台灣歷史博物館
- 2009年「蘭嶼‧再見」/國立台灣美術館
- 2010年「蘭嶼‧再見」/台北市立美術館
- 2011年「寫作手稿」/國立台灣文學館